# Cratere Glazov
Glazov  è un cratere sulla superficie di Marte.